# Интертел
Интертел (Intertel, раније International Legion of Intelligence) међународно је друштво за људе са коефицијентом интелигенције изнад 99% становништва. То је у складу КИ 135 или више на скали Векслера.

## Историја
Друштво је основано 1966. године од стране Американца Ралфа Хајнса, који је, као и оснивачи Менсе Роланд Берил и Ленселот Уер двадесет година раније, желео да створи асоцијацију која ће одговарати специфичним потребама надарених људи, и која не би имала других услова за улазак, осим минималног одређеног коефицијента интелигенције. Име "Intertel" потиче од "International Legion of Intelligence", а њени чланови називају се "ILIans" ("ИЛИанцы"). На тај начин, створена је друга најстарија организација ове врсте након Менсе.

## Организација и делатност
Интертел је подељен на седам географских региона, од којих су четири само у САД, а два су источну и западну Канаду поред држава САД. "Регион 6" укључује остатак света под називом "Међународни" регион.
У свету има око 1700 чланова из више од четрдесет земаља, укључујући око стотину у земљама немачког говорног подручја и неколико стотина на подручју Северне Америке. Један од циљева организације – помоћ у спровођењу истраживања у вези са надареношћу, а чланови удружења су регрутовани као учесници у истраживању у овој области.
Сви чланови могу да публикују у часопису Integra, који се објављује десет пута годишње. Поред тога, периодично се објављују регионални билтени, и многи чланови су у контакту путем е-маила или кроз различите онлајн форуме. Годишња међународна Генерална скупштина се одржава сваког лета (у 2023. години је у Прагу), а различити региони организују локалне догађаје како лично тако на даљину .

## Садашњи или бивши познати чланови
- Герт Митринг[16][17], немачки психолог и математичар, победио неколико светских рекорда у менталној аритметици[18].
- Елен Мут[19], америчка филмска глумица, добитница награде и номинације за "Најбоља глумица" неколико пута[20].
- Тајби Калер[21], амерички психолог, аутор Модели процеса комуникације.
- Јаков Барнет[22][23], амерички математичар и астрофизичар, познат по својим младим годинама, пример чуда од дјетета[24].
- Роберт Пректер[25][26], амерички писац и аналитичар берзи, познат по својим финансијским прогнозама, заснованим на Волновом принципу Елиота[27].
- Стефано Прада[28], швајцарски ди-џеј[29].
- Мајкл В. Дриш[30], немачки редитељ[31].

## Локација у односу на друге организације
Заједница Интертел је дупло више селективна у погледу услова уписа (резулатати на основу резултата теста КИ), него више позната и бројчано већа организација Менса (најпаметнијих 2%, ИК>130). Будући да је основана 1966. године, она је друга по старости и трећи по броју чланова након Менса и Друштва Троструке Девет (највише 0,1%, ИК>145). У ову листу се убрајају само оне организације које користе важеће психометријске тестове, спровођене под професионалним надзором.